# Ritt in den Tod
Ritt in den Tod (Originaltitel Walk the Proud Land) ist ein US-amerikanischer Western von Jesse Hibbs aus dem Jahr 1956.  Die Handlung beruht auf der realen Geschichte von 'Indianer-Agent' John Philip Clum, wie sie Clums Sohn, Woodworth Clum, 1936 in der Biografie „Apache-Agent“ erzählte. 

## Handlung
Im Jahr 1874 reist Clum, ein Ost-Vertreter der Regierung, nach San Carlos in Arizona. Er versucht einen neuen Ansatz, um Frieden mit den Apachen zu erreichen, nämlich mehr aufgrund der Achtung ihrer Autonomie, als durch Unterwerfung unter die Armee. Er ist aber Verdächtigungen seitens der europäischen Siedlern ausgesetzt, sowie auch seitens der Armee und der Indianer, insbesondere Geronimos. Eine indianische Witwe namens Tianay verliebt sich in Clum, obwohl dieser in Mary Dennison verliebt ist. Clum erhält Hilfe von seinem irisch-amerikanischen Freund Tom Sweeney.

## Rezeption
Der Film war kein Erfolg an den Kinokassen, was möglicherweise unter anderem daran lag, dass Murphy darin eher einen friedensstiftenden Vermittler, als einen kampfbegeisterten Actionhelden spielt, den das Publikum damals wahrscheinlich eher erwartet hatte.